# Standoff
Standoff ist eine US-amerikanische Fernsehserie, die sich mit dem Thema Krisenintervention befasst. In den USA wurde die Serie wegen schlechter Quoten aus dem Programm genommen und nach den 18 Folgen der ersten Staffel nicht verlängert. In Deutschland lief Standoff seit dem 1. Oktober 2008 jeden Mittwoch um 21.10 Uhr auf VOX.

## Handlung
Im Mittelpunkt dieser Serie stehen die beiden FBI-Vermittler Matt Flanery (Ron Livingston) und Emily Lehman (Rosemarie DeWitt), deren Aufgabe es ist, Gefahrensituationen wie z. B. Geiselnahmen, Banküberfälle etc. durch Verhandlungen mit dem Täter zu entschärfen. Aufgrund der privaten Beziehung der beiden Ermittler und der damit verbundenen emotionalen Erkenntnisse können viele der Fälle dank einer neu gewonnenen Sichtweise gelöst werden (ähnlich wie bei Dr. House).
Bei ihren Einsätzen wird ihnen große Unterstützung der Vorgesetzten Cheryl Carrera (Gina Torres) zuteil, wobei jedoch ihre Arbeit durch das Einsatzkommando um Frank Rogers (Michael Cudlitz) und seine rechte Hand Duff Gonzales (Jose Pablo Cantillo) gestört wird. Denn diese halten recht wenig von der ruhigen Art Gefahrensituationen zu lösen, sondern lassen lieber ihre Munition für sie sprechen. Ebenfalls gehört zu dem Team des FBI die Computertechnikerin Lia Mathers (Raquel Alessi), welche sich jedoch bei ihrer Arbeit im Hintergrund hält und aus der Zentrale fungiert.

## Besetzung und Synchronisation
Mit der deutschen Synchronisation war die Synchronfirma FFS Film- & Fernseh-Synchron GmbH in München beauftragt. Dialogregie führte Peter Stein, der auch zusammen mit Eva Schaaf und Katrin Fröhlich für das Dialogbuch verantwortlich war.
| Schauspieler        | Rolle          | Synchronsprecher         |
| ------------------- | -------------- | ------------------------ |
| Ron Livingston      | Matt Flannery  | Pascal Breuer            |
| Rosemarie DeWitt    | Emily Lehman   | Christine Stichler       |
| Gina Torres         | Cheryl Carrera | Madeleine Stolze         |
| Michael Cudlitz     | Frank Rogers   | Christian Weygand        |
| Raquel Alessi       | Lia Mathers    | Angela Wiederhut         |
| Jose Pablo Cantillo | Duff Gonzalez  | Hubertus von Lerchenfeld |

## Episodenliste
| Nummer | Originaltitel         | Deutscher Titel        | Erstausstrahlung (Fox) | Erstausstrahlung (VOX) |
| 01     | Pilot                 | Verhandlungssache      | 6. September 2006      | 1. Oktober 2008        |
| 02     | Circling              | Absturz                | 12. September 2006     | 8. Oktober 2008        |
| 03     | China Connection      | Shanghai’d             | 19. September 2006     | 15. Oktober 2008       |
| 04     | Partners in Crime     | Komplizen              | 26. September 2006     | 22. Oktober 2008       |
| 05     | Life Support          | Zwischen Leben und Tod | 3. Oktober 2006        | 29. Oktober 2008       |
| 06     | One Shot Stop         | Der Heckenschütze      | 7. November 2006       | 5. November 2008       |
| 07     | Man of Steele         | Auf Sendung            | 14. November 2006      | 12. November 2008      |
| 08     | Heroine               | Seitenwechsel          | 21. November 2006      | 19. November 2008      |
| 09     | Peer Group            | Außer Kontrolle        | 28. November 2006      | 26. November 2008      |
| 10     | Accidental Negotiator | Der letzte Anruf       | 5. Dezember 2006       | 3. Dezember 2008       |
| 11     | Borderline            | Grenzfall              | 12. Dezember 2006      | 10. Dezember 2008      |
| 12     | No Strings            | Ferngesteuert          | 8. Juni 2007           | 17. Dezember 2008      |
| 13     | Backfire              | Rückschlag             | 15. Juni 2007          | 7. Januar 2009         |
| 14     | Road Trip             | Menschenopfer          | 22. Juni 2007          | 14. Januar 2009        |
| 15     | Lie to Me             | Entführt               | 29. Juni 2007          | 21. Januar 2009        |
| 16     | Ex-Factor             | Der Kronzeuge          | 6. Juli 2007           | 28. Januar 2009        |
| 17     | The Kids in the Hall  | Knastrevolte           | 13. Juli 2007          | 4. Februar 2009        |
| 18     | Severance             | Aus und vorbei         | 20. Juli 2007          | 11. Februar 2009       |